# 2978 Ройдебуш
2978 Ройдебуш (2978 Roudebush) — астероїд головного поясу, відкритий 26 вересня 1978 року.
Тіссеранів параметр щодо Юпітера — 3,195.